# Broadway Bill
Broadway Bill (selten auch Der Kampf ums blaue Band) ist eine US-amerikanische Filmkomödie aus dem Jahre 1934. Regie führte Frank Capra. Das Drehbuch schrieb Robert Riskin nach der Kurzgeschichte Strictly Confidental von Mark Hellinger. In den Hauptrollen waren Warner Baxter und Myrna Loy zu sehen. Broadway Bill wurde von zwei anderen Filmen Capras so sehr in den Schatten gestellt, dass er kaum rezipiert wurde: zuerst von seinem direkten Vorgängerfilm Es geschah in einer Nacht und später von seinem Remake Lach und wein mit mir.

## Handlung
Dan Brooks, Schwiegersohn von J.L. Higgins, dem Patriarchen von Higginsville, und daher Direktor einer dessen Firmen, ist seinen Beruf schon lange leid. Daher hat er sich das Rennpferd Broadway Bill gekauft. Zusammen mit dem Trainer Whitey und seiner Schwägerin Alice, die er „Prinzessin“ nennt, kümmert er sich fast ausschließlich um Broadway Bill. Bei einem Familienessen, das vor allem eine Geschäftsbesprechung ist, kritisiert J.L. den mangelnden Erfolg der Firma und sieht den Grund dafür in Dans fehlendem Engagement. Daher fordert er ihn auf, sich in Zukunft mit aller Kraft der Firma zu widmen und Broadway Bill zu verkaufen. Dan weigert sich, kündigt und verlässt das Essen. Seine Frau Margaret fordert er auf, mitzukommen, doch die weigert sich.
Mit Whitey und Broadway Bill verlässt Dan Higginsville und reist zum mit 25.000 Dollar dotierten Imperial Derby, bei dem er den bisher völlig unbekannten Broadway Bill antreten lassen will. Doch bereits bei der Voranmeldung sind seine finanziellen Mittel erschöpft, sodass er auf Whiteys Ersparnisse zurückgreifen muss. Er bringt Broadway Bill im Stall von Pop Jones unter, dem er die Bezahlung für später verspricht. Er und Whitey werden auch im Stall wohnen. Wegen der Anmeldegebühr tut er sich mit seinem alten Freund Colonel Pettigrew und dessen Mitbewohner Oscar McGuire zusammen. Sie versuchen, das Geld mit diversen Tricks zu beschaffen. Auch Broadway Bill soll bei einem kleineren Rennen etwas Geld verdienen, verweigert aber die Startbox. Dan erinnert sich daraufhin an einen Hahn, der Bill immer beruhigt hat, und bittet Margaret per Post, ihm diesen Hahn zu bringen. Margaret weigert sich aber weiterhin, und so springt Alice ein. Es folgen weitere Versuche, sich das Geld zu ertricksen, doch sie scheitern alle. Schließlich besorgt Alice das fehlende Geld beim Pfandleiher, verheimlicht dies aber gegenüber Dan und bittet Whitey zu sagen, er habe es  beim Würfeln gewonnen. Nachdem eine ernsthafte Erkrankung Broadway Bills halbwegs auskuriert ist, wird er endlich zum Rennen angemeldet. Als Dan und Alice danach in den Stall zurückkommen ist Broadway Bill weg. Pop Jones will sein Geld haben und hat das Pferd konfiszieren lassen. Dan bekommt Broadway Bill zur Vorbereitung auf das Rennen zurück, muss aber selbst ins Gefängnis.
Auf Broadway Bill wird eine Wettquote von 100:1 festgelegt. Eine Krankenschwester liest davon in der Zeitung und entschließt sich, zur Entspannung zwei Dollar auf ihn zu setzen. Dies erzählt sie auch ihrem gelangweilten Patienten J.L., der sich den Knöchel verstaucht hatte. Er lässt auch zwei Dollar auf Broadway Bill wetten. Zunächst als Anekdote, später als Gerücht, in dem von 200.000 Dollar Einsatz die Rede ist, wird seine Wette bekannt und führt zu sehr vielen weiteren Wetten kleiner Leute auf Broadway Bill, zumeist um zwei Dollar. Die Quote fällt dadurch stark, dafür steigt aber die der Konkurrenten. Der Gangster Eddie Morgan, der viel Geld auf den Mitfavoriten Sun up gewettet hat, hofft nun auf größere Gewinne. Als er erfährt, dass der Start Broadway Bills gefährdet ist, holt er Dan aus dem Gefängnis, bezahlt dessen Schulden und vermittelt ihm den bekannten Jockey Ted Williams. Diesen bezahlt er dafür, Broadway Bill nicht gewinnen zu lassen.
Beim Rennen prescht Broadway Bill los und kann sich sogar etwas absetzen, wird aber bald von seinem Jockey so sehr zurückgehalten, dass er deutlich zurückfällt. Doch dann überwindet er den Widerstand, holt immer weiter auf und gewinnt das Rennen knapp. Außer sich vor Freude bemerkt Dan zunächst nicht, dass Broadway Bill im Ziel gestürzt ist. Doch schnell wird klar, dass er beim Überqueren der Ziellinie an einem Herzschlag gestorben ist. Broadway Bill wird feierlich auf der Rennbahn begraben. Alle sind da, sogar J.L. Higgins. Dan überlegt, ob er nun zurück nach Higginsville muss, weiß aber, dass er damit Alice sehr enttäuschen würde und lehnt ein entsprechendes Angebot von J.L. ab. Er bittet ihn aber, Alice mit nach Hause zu nehmen.
Zwei Jahre später, wieder ein Geschäftsessen der Familie Higgins. J.L. kündigt an, seine restlichen Firmen und die Bank zu verkaufen. Dan, der mittlerweile von Margaret geschieden ist, unterbricht dies, als er mit dem Auto in den Hof fährt und verkündet, er wolle die Prinzessin aus dem dunklen Turm befreien. Ermuntert von ihrem Vater eilt Alice zu ihm. Dieser präsentiert ihr stolz seine beiden neuen Rennpferde, Broadway Bill II und Prinzessin. Nach einem Blick auf die verbliebene spießige Familie will J.L. ebenfalls mitfahren.

## Hintergrund
Die gesamte Produktion inklusive der Veröffentlichung von Broadway Bill fiel in den Zeitraum zwischen der Veröffentlichung von Es geschah in einer Nacht am 22. Februar 1934 und der Oscarverleihung am 27. Februar 1935, bei der der überaus große Erfolg von Es geschah in einer Nacht Frank Capra den ersten Oscar brachte und ihn zum Star machte. Zudem war Capras nächster Film Mr. Deeds geht in die Stadt fast genauso erfolgreich und brachte ihm den zweiten Oscar.
Frank Capra hatte die Rechte an der Geschichte für 8000 Dollar von Mark Hellinger gekauft. Robert Riskin, der sehr häufig Drehbücher für Caprafilme schrieb, adaptierte die Story für den Film.

### Besetzung
Eigentlich war Clark Gable für die Rolle des Dan Brooks vorgesehen. Doch Metro-Goldwyn-Mayer wollte seinen neuen Star nicht erneut (nach Es geschah in einer Nacht) verleihen. So bekam Warner Baxter die Rolle. Warner Baxter hatte aber Angst, von einem Pferd gebissen oder getreten zu werden. Frank Capra bedauerte sehr, so wenige Szenen mit Baxter und Broadway Bill zusammen drehen zu können, und die wenigen Szenen seien kürzer als beabsichtigt geworden. Daraufhin soll sich Capra vorgenommen haben, den Stoff noch einmal zu verfilmen und zwar mit einem Pferdeliebhaber in der Hauptrolle.
Wie viele andere Stars auch hatte Myrna Loy das Angebot für die weibliche Hauptrolle in Es geschah in einer Nacht abgelehnt. Da sie dies mittlerweile als Fehler erkannt hatte, nahm sie die Rolle in Broadway Bill begeistert an.
Die Sequenz, in der die Wettquoten für Broadway Bill von 100:1 auf 6:1 fallen, weil viele Zweidollar-Wetten auf ihn platziert werden, erregte ein gewisses Aufsehen. Dies geschah weil sie einerseits manche Kritiker begeisterte und andererseits völlig ohne die Haupt- und Nebendarsteller des Films auskommt. In diesem Zusammenhang sei auf die junge und damals noch unbekannte Lucille Ball hingewiesen, die eine blonde Telefonistin spielte.
In weiteren Kleinrollen traten Ernie Adams, Robert Allen, Brooks Benedict, Herman Bing, Ward Bond, Heinie Conklin, Inez Courtney, Elinor Fair, Helen Flint, Bess Flowers, Alan Hale, Forrester Harvey, Harry Holman, John Ince, William Irving, Eddie Kane, Alice Lake, Charles Lane, Jack Mulhall, Dennis O’Keefe, Pat O’Malley und Emmett Vogan auf.

### Dreharbeiten
Broadway Bill wurde in der Zeit vom 18. Juni bis zum 16. August 1934 gedreht. Drehorte waren die Columbia Studios in Hollywood, die Galopprennbahn Tanforan in San Bruno, die Pacific Coast Steel Mills und die Warner Ranch in Calabasas.
Während der Dreharbeiten war Frank Capra nicht mit dem vorhersehbaren Happy End des Drehbuchs zufrieden. Um die Geschichte interessanter zu machen und wohl auch besorgt, seinem Ruf nicht gerecht werden zu können, beschloss er, dass Broadway Bill nach seinem Sieg sterben müsse. Da Drehbuchautor Robert Riskin wegen Urlaubs nicht zur Verfügung stand, wurde Sidney Buchman beauftragt, das Drehbuch entsprechend anzupassen. Wie es damals üblich war, wurde er aber dafür nicht im Film genannt.

## Veröffentlichung
Broadway Bill wurde am 30. November 1934 in der Radio City Music Hall in New York uraufgeführt und kam am 27. Dezember 1934 in die US-Kinos. Vertrieben wurde der Film dabei von Columbia Pictures. Ab 1935 erschien der Film in mehreren europäischen Ländern, im Mai 1937 hatte er unter dem Titel Kampf ums Blaue Band seine österreichische Uraufführung.
Damit Paramount Pictures 1950 die Neuverfilmung Lach und wein mit mir veröffentlichen konnte, erwarben sie die Rechte an Broadway Bill. Um den wirtschaftlichen Erfolg der Neuverfilmung nicht zu gefährden, zog Paramount Broadway Bill zurück und ließ keine Aufführungen mehr zu. Broadway Bill galt eine Zeit lang sogar als verschollen. Erst ab Anfang der 1990er Jahre wurde der Film wieder gezeigt, allerdings in einer etwa 20 Minuten kürzeren Version als 1934. Diese 20 Minuten sind wohl tatsächlich verschollen. 1992 erhielt Broadway Bill eine Neuveröffentlichung durch Paramount in den US-Kinos. In diese Zeit fiel auch die deutsche Erstveröffentlichung am 21. Juli 1992 im Bayerischen Fernsehen.
Die Veröffentlichung auf DVD erfolgte am 31. August 2004.

## Rezeption

### Kritiken
Die Kritiker finden den Film fast durchweg gut. Das Lexikon des internationalen Films nennt ihn eine „[g]ut gespielte und inszenierte romantische Komödie“. Paimann’s Filmlisten meinen dagegen, es sei „[z]umindest ein guter Mittelfilm“, weil die Handlung „in ihren Grundzügen kaum neuartig“ sei. Andre Sennwald attestierte Capra ein seltenes Talent für das Kino. Er mache sich über gesellschaftliche Fehlentwicklungen lustig, tue das aber so, dass der Film auch dann sehr unterhaltsam sei, wenn man das nicht verstehe. Stuart Galbraith findet den Film hervorragend, so sehr, dass er es in seiner Kritik mit unterschiedlichen Formulierungen mehrfach wiederholt. Bruce Eder meint, Frank Capra habe den Film „besser zusammengestellt als jeder Regisseur außer William Wyler“ es gekonnt hätte. Dennoch habe der Film zu viele Bedeutungsebenen, zu viele Handlungsstränge und auch zu viele Figuren. Matthew C. Gunter fand Broadway Bill äußerst unterhaltsam, und für Jon Danziger ist es ein angenehmer Zeitvertreib, hauptsächlich, weil die Geschichte ein Märchen sei. Er meint aber auch, es sei keiner der besten Filme Capras.
Einige Kritiker heben einzelne Szenen hervor. So gefiel Sennwald (wie auch Rosenbaum) die Sequenz um die Wettquote, aber auch die Choreographie beim Essen der Familie Higgins. Galbraith ist besonders vom Rennen begeistert, ebenso Gunter, der meint, die Sequenz könne durchaus eine der großartigsten Szenen sein, die Capra je gefilmt habe und verdiene es, unter die besten des Genres eingeordnet zu werden.
Die schauspielerischen Leistungen wurden fast durchgängig gelobt. Besonders Warner Baxter und Myrna Loy werden hervorgehoben. Mehrere Kritiker loben aber auch andere Schauspieler explizit. Bei Galbraith ist es Frankie Darro, der ein begeisterndes Spektrum komplexer und widersprüchlicher Emotionen zeige und dabei kaum ein Wort spreche, bei Eder Walter Connolly und Clarence Muse, der auch von Lorraine LoBianco genannt wird, und bei Danziger Margaret Hamilton. Sennwald beobachtete ganz allgemein, dass die Schauspieler unter der Regie von Capra wie üblich Bestleistungen bringen.
Bruce Eder weist zudem darauf hin, dass Broadway Bill „praktisch die gleiche Besetzung in Nebenrollen und Kleinrollen“ habe wie Es geschah in einer Nacht, „so sehr, dass man beim Sehen des Films den Eindruck bekomme, dass sie aus dem Kamerabereich gelaufen seien und die Kostüme gewechselt haben.“
Matthew C. Gunter sah ein Problem mit dem Happy End. Er schrieb, der Tod von Broadway Bill sei „so emotional und überwältigend, dass kein angeklebtes ‚Happy End‘ sich dagegen durchsetzen“ könne.
Jon Danziger meint, moderne Zuschauer könnten sich etwas unwohl fühlen, da der Afroamerikaner Whitey von den übrigen Figuren routinemäßig als „der Boy“ bezeichnet werde. Auch Leonard Rosenbaum weist auf dieses Problem hin.

### Wirtschaftliches Ergebnis
Laut Joseph McBride war Broadway Bill ein „nur mäßiger finanzieller Erfolg“.

### Auszeichnungen
Broadway Bill wurde bei den Internationalen Filmfestspielen von Venedig 1935 als bester ausländischer Film nominiert.

### Nachwirkungen
- Am 24. April 1939 sendete das Lux Radio Theater eine Radioversion des Films.[17]
- Frank Capra drehte 1950 ein Remake unter dem Titel Lach und wein mit mir (Riding High) mit Bing Crosby und Coleen Gray in den Hauptrollen. Dazu verwendete er auch Filmsequenzen von Broadway Bill und ließ mehrere Darsteller wie Douglass Dumbrille, Clarence Muse, Charles Lane, Raymond Walburn, Margaret Hamilton oder Frankie Darro ihre Rollen aus Broadway Bill wiederholen.[9] Mit diesem Remake erfüllte sich Capra auch den Wunsch, das Thema mit einem Pferdeliebhaber in der Hauptrolle zu drehen: Bing Crosby züchtete Pferde.[2]

### Einordnung des Films in Capras Werk
Bei den Rezensenten besteht weitgehend Einigkeit darüber, dass Broadway Bill zwar nicht mit Es geschah in einer Nacht vergleichbar, dennoch aber ein bemerkenswerter Film sei. Dies wirft die Frage auf, warum der Film oft in Listen der Caprafilme vernachlässigt oder gar ignoriert wird. Die Autoren boten verschiedene  Erklärungen an.
- Broadway Bill liegt in der Zeitleiste der Caprafilme an einer sehr ungünstigen Stelle, nämlich zwischen der Veröffentlichung von und der Oscarverleihung an Es geschah in einer Nacht. Dadurch würde der nur moderat erfolgreiche Film Broadway Bill fast vollständig überschattet.[15] Diese Argumentation wird auch angeführt mit dem Hinweis, dass Broadway Bill zwischen Es geschah in einer Nacht und Mr. Deeds geht in die Stadt veröffentlicht wurde.[18]
- Frank Capra erwähnte Broadway Bill in seiner Autobiografie The Name Above the Titel nicht.[15]
- Broadway Bill wurde seit dem Erscheinen von Lach und wein mit mir 1950 über 40 Jahre lang nirgendwo gezeigt.[18][4]
- An Warner Baxter kann man sich heute fast nicht mehr erinnern, im Gegensatz zu anderen Hauptdarstellern in Caprafilmen wie Clark Gable, James Stewart oder Gary Cooper. Als Konsequenz wird man weniger bereitwillig ein gewisses Fehlverhalten der Figur verzeihen.[4]
- In Broadway Bill seien eher kollektive als individuelle Kräfte zu sehen. Dies erinnere mehr an die Great Depression als Capras bekanntere Filme und sei daher weniger attraktiv für das „gegenwärtige Publikum“.[4]

Christopher Breach sieht Broadway Bill als einen Übergang in Capras Filmografie. Hier sei erstmals die für Caprafilme typische Sozialkritik herausgearbeitet worden. Dies gelte insbesondere für das Thema des „kleinen Mannes“ als Opfer des „Big Business“. Auch Joseph McBride sieht einen gewissen Übergang, den er jedoch mehr am Erfolg von Es geschah in einer Nacht festmacht, durch den sich Capra nun mehr Freiheiten bei der Gestaltung seiner Filme – sowohl in inhaltlicher als auch finanzieller Art – erkämpfen konnte. Dabei sei er aber von einer gewissen Angst getrieben worden, sowohl davor, „die Sicherheit von Cohns kleiner Welt zu verlassen“ als auch vor den nun gestiegenen Erwartungen an seine Filme, nicht zuletzt seiner eigenen. Zudem erzählt McBride von Capras lebensbedrohlichen medizinischen Problemen direkt nach der Produktion von Broadway Bill, die es ihm unmöglich machten, bei der Premiere von Broadway Bill anwesend zu sein. Lorraine LoBianco sieht darin den Grund dafür, dass Capras nächster Film erst 1936 erschien und er auch danach weniger Filme drehte.